# Mănăștiur
Mănăștiur es una comuna ubicada en el distrito de Timiș, Rumania.

## Superficie
Posee una superficie de 41,86 kilómetros cuadrados.

## Demografía
Hasta 2021 la población era de 1649 habitantes, con una densidad de población de 39,39 habitantes por kilómetro cuadrado.